# Achyronia arachnodea
Achyronia arachnodea là một loài thực vật có hoa trong họ Đậu. Loài này được (Walp.) Kuntze mô tả khoa học đầu tiên năm 1891.